# Nughedu Santa Vittoria
Nughedu Santa Vittoria – miejscowość i gmina we Włoszech, w regionie Sardynia, w prowincji Oristano.
Według danych na rok 2004 gminę zamieszkiwało 577 osób, 20,6 os./km². Graniczy z Ardauli, Austis, Bidonì, Boroneddu, Neoneli, Olzai i Sorradile.